# 港區 (大阪市)
港區（日语：／ Minato ku */?）是日本大阪市24區的其中之一，位於安治川和尻無川之間，西側為大阪港；東側原為境川運河，但已於1964年被填埋成為道路。

## 歷史
過去為淀川河口區域的許多河岛，江戶時代開始以围垦方式取得更多的土地，因此產生大量以人名命名的「新田」區域。
東部位於安治川南岸的區域在江戶時代曾經屬於大坂天滿組，1879年實施郡區町村編制法，被劃入大阪府北區；1889年實施町村制後，東部原屬北區的區域被劃入新設立的大阪市，而西部地區則屬於西成郡天保町和川南村兩個行政區劃。1897年，西部的區域也被併入大阪市，最初劃入西區，直到1925年，又被劃出成立港區，1932年原屬港區位於岩崎運河以南及尻無川以東的區域被劃出另設為大正區，1943年境川運河以東區域又被劃入西區，此後整個港區的範圍變再無變動。

## 交通

### 鐵路
西日本旅客鐵道
- 大阪環狀線：弁天町站

大阪市高速電氣軌道（大阪地下鐵）
- 中央線：大阪港站 - 朝潮橋站 - 弁天町站

### 公路
高速道路
- 阪神高速4號灣岸線：天保山出入口
- 阪神高速5號灣岸線：天保山出入口
- 阪神高速16號大阪港線：波除出入口 - 朝潮橋停車區 - 天保山出入口

## 觀光資源

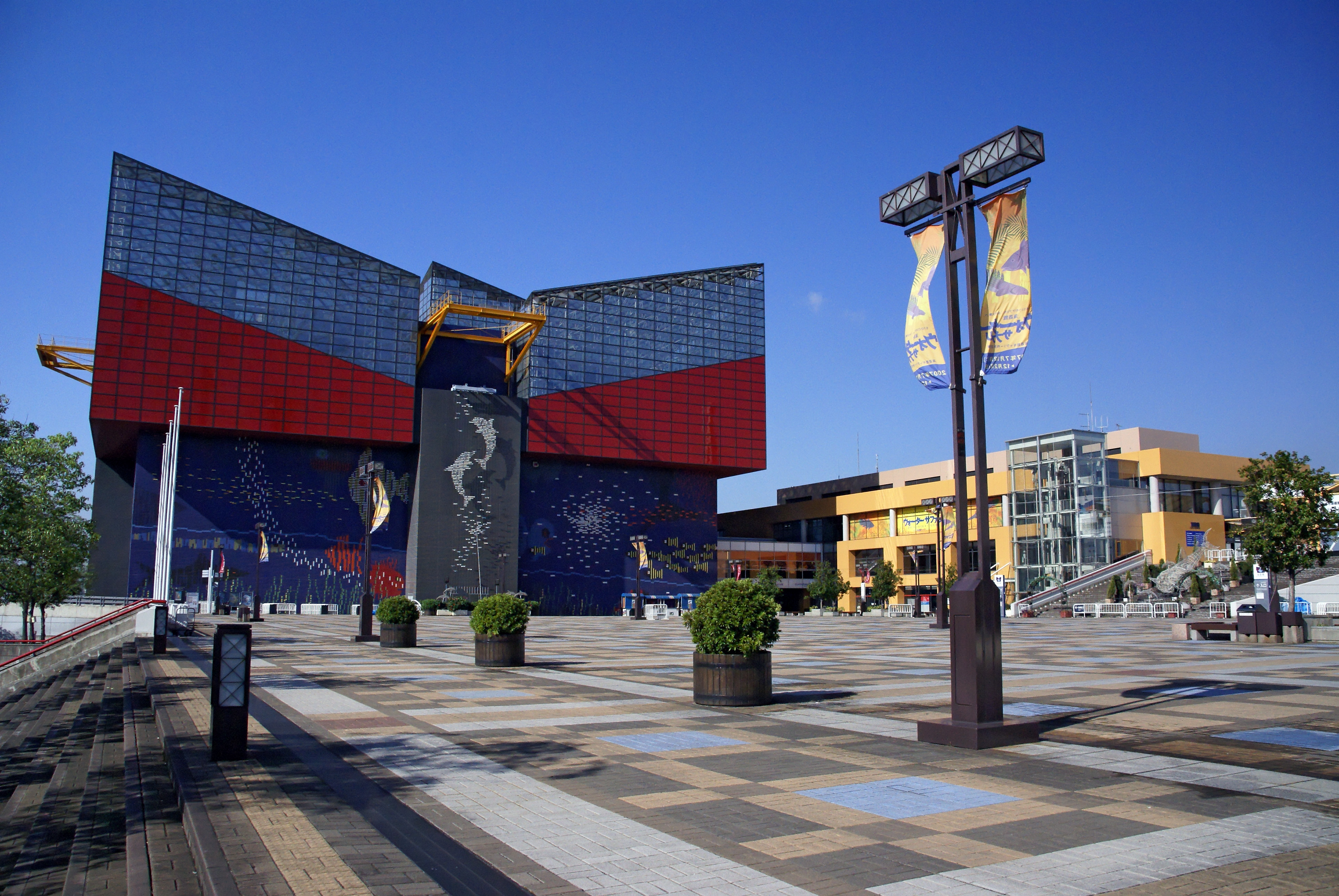
海遊館

- 海遊館
- 大阪文化館·天保山
- 天保山
- 交通科學博物館
- 大阪市立港圖書館

## 本地出身之名人
- 安藤忠雄：建築師
- 野茂英雄：職業棒球選手
- 香西薰：演歌歌手

## 外部連結
- （日語） 港區的Facebook專頁
- （日語） 大阪市港區公所的X（前Twitter）